# Amblyaspis tritici
Amblyaspis tritici är en stekelart som först beskrevs av Walker 1836.  Amblyaspis tritici ingår i släktet Amblyaspis och familjen gallmyggesteklar. Arten är reproducerande i Sverige. Inga underarter finns listade i Catalogue of Life.